# Mousse T.

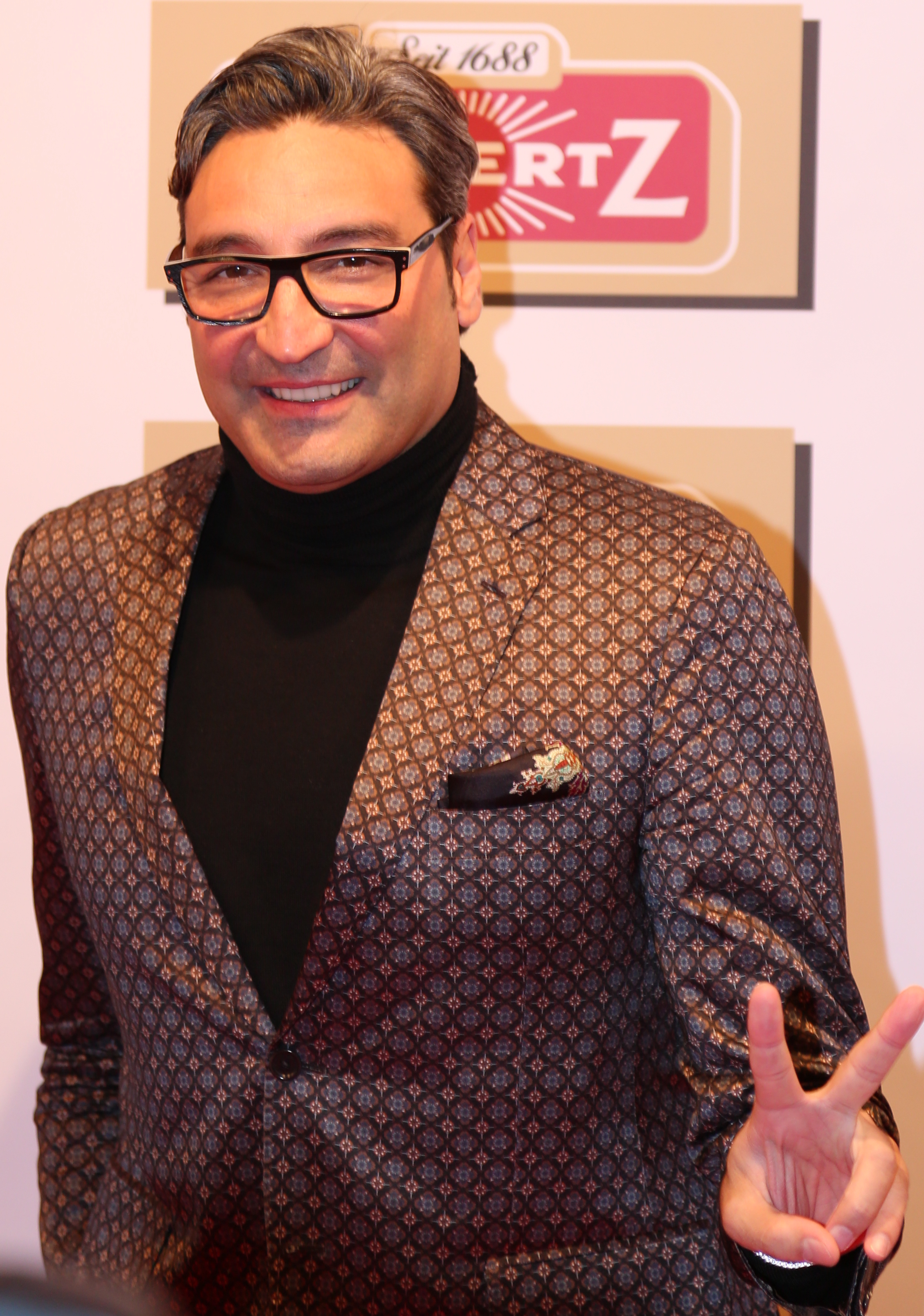
Mousse T. (2017)

Mousse T. (* 2. Oktober 1966 als Mustafa Gündoğdu in Hagen) ist ein deutsch-türkischer Musikproduzent. „Mousse T.“ ist die Aussprache des Spitznamens „Musti“ (abgeleitet von Mustafa) in französischer („Mousse“) bzw. englischer Schreibweise („T“).

## Karriere

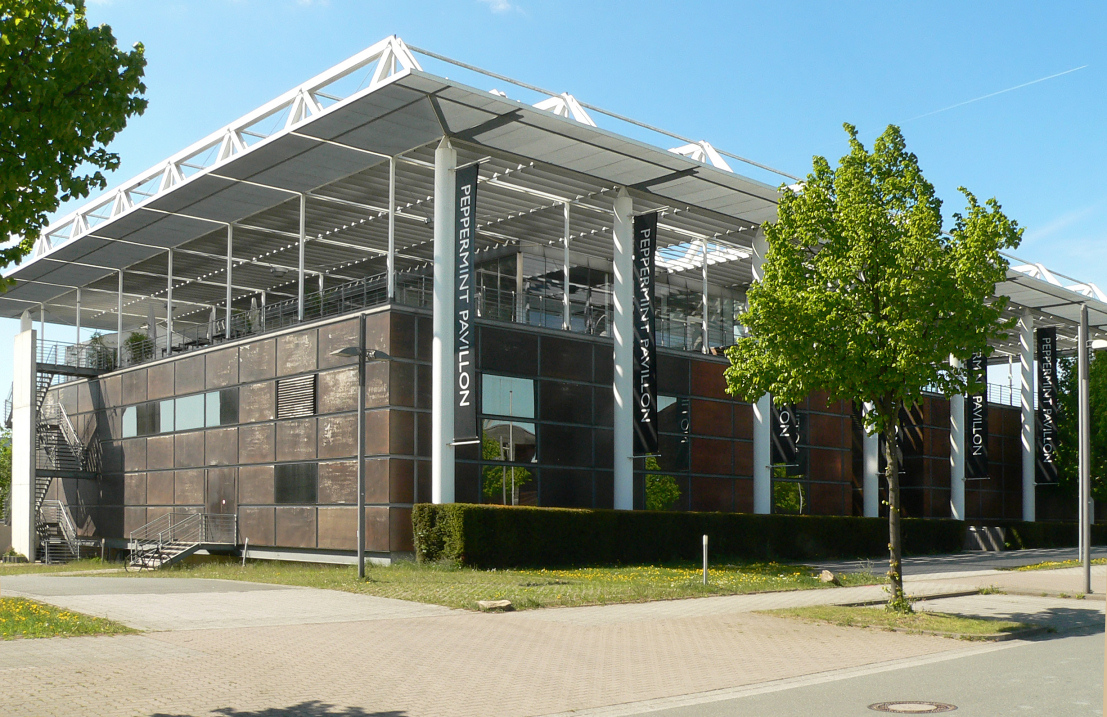
Peppermint Pavillon, nach der Expo 2000 von Mousse T. erworben

Der Sohn türkischer Einwanderer – sein Vater war Gynäkologe – entdeckte zu Schulzeiten sein Talent am Keyboard. 1987 bestand er das Abitur am Kurt-Schwitters-Gymnasium in Hannover-Misburg. Er spielte zusammen mit seinem heutigen Geschäftspartner Errol Rennals und dessen Bruder Delroy Rennals (später Rapper bei Mr. President) in der lokalen Band Fresh & Fly. Gleichzeitig betrieb er mit Ralf Droesemeyer (heute Mo’ Horizons) ein kleines Studio und tourte als DJ durch die Clubs. Bald produzierte er seine eigenen Stücke und ist seit 1993 Mitinhaber des Plattenlabels Peppermint Jam. Es hat seinen Sitz im Peppermint Pavillon, den Mousse T. nach der Expo 2000 zusammen mit seinen Partnern erwarb.
Die Stilrichtung seiner Produktionen ist hauptsächlich cluborientierte Popmusik mit starken Elementen von Jazz und Soul, was sich auch in der Auswahl seiner Gesangspartner (u. a. Emma Lanford und Andrew Roachford) widerspiegelt. Mousse T. machte sich zunächst als Remixer einen Namen. Musikgrößen wie Michael Jackson (Ghosts), Quincy Jones, Gloria Estefan, Backstreet Boys, Simply Red (Angel & Your Eyes), No Angels (Let’s Go to Bed), Fine Young Cannibals (Johnny) oder Moloko (Sing It Back) ließen Lieder von ihm remixen. International ist er vor allem in den USA mit Remixen für Künstler wie Timbaland und Missy Elliott erfolgreich. Den Durchbruch hatte Mousse T. 1998 mit seiner Hitsingle Horny, mit der er international erfolgreich war. Mit der Single Sex Bomb, die er 1999 exklusiv für Tom Jones schrieb, schaffte Mousse T. auch den internationalen Durchbruch als Songwriter und Musikproduzent.
Von 2003 bis 2005 wurde am Schauspielhaus Hannover eine Bearbeitung von Alice im Wunderland gespielt, zu der Mousse T. und Sven Kaiser die Musik schrieben. 2007 schrieb Mousse T. die Filmmusik für die Bernd-Eichinger-Produktion Pornorama (Regie: Marc Rothemund). Die Soundtrack-CD wurde unter dem Pseudonym The Moussekateers veröffentlicht. 2007 gründete Peppermint Jam mit dem niedersächsischen privaten Rundfunksender radio ffn ein digitales Radioprogramm, das in Anlehnung an das Label Peppermint fm heißt. Empfangen werden konnte das Programm bis 1. Juli 2010 über Satellit, seither ist der Empfang nur noch über die Website von Radio ffn möglich. Für das digitale Radio moderiert Mousse T. regelmäßig eine Talkrunde mit Musikern, Schauspielern oder Politikern zu Themen rund um Kultur und Musik.
Mousse T.s Song Everybody wurde Ende 2008 als Titelsong der 9. Staffel der RTL-II-Fernsehshow Big Brother verwendet. Am 23. Februar 2012 nahm er an der Gedenkfeier für Opfer des Rechtsextremismus im Konzerthaus am Berliner Gendarmenmarkt teil und führte mit der Sängerin Sharon Phillips John Lennons Imagine auf. Im April 2012 war er der Jurypräsident in der von Linda de Mol moderierten Sat.1-Spielshow The Winner Is …. In der 15. Staffel (2018) der RTL-Sendung Deutschland sucht den Superstar war Mousse T. Teil der Jury.

## Privatleben
Mousse T. ist von seiner Frau, einer Amerikanerin, die mit dem gemeinsamen Sohn in Italien lebt, getrennt. Seit 2018 ist er mit der Moderatorin Khadra Sufi liiert.

## Auszeichnungen
- 1998: Grammy-Nominierung in der Kategorie „Bester Remixer“ als erster Europäer.
- 2002: Eins Live Krone als „Bester DJ“
- 2005: Sonderpreis des Praetorius Musikpreises
- 2005: Echo-Nominierung als „Bester Produzent“
- 2010: Stadtkulturpreis des Freundeskreises Hannover[13]

## Diskografie

### Studioalben
| Jahr | Titel             | Höchstplatzierung, Gesamtwochen, AuszeichnungChartplatzierungen (Jahr, Titel, Platzierungen, Wochen, Auszeichnungen, Anmerkungen) | Höchstplatzierung, Gesamtwochen, AuszeichnungChartplatzierungen (Jahr, Titel, Platzierungen, Wochen, Auszeichnungen, Anmerkungen) | Höchstplatzierung, Gesamtwochen, AuszeichnungChartplatzierungen (Jahr, Titel, Platzierungen, Wochen, Auszeichnungen, Anmerkungen) | Anmerkungen                          |
| Jahr | Titel             | DE | AT | CH | Anmerkungen                          |
| ---- | ----------------- | --- | --- | --- | ------------------------------------ |
| 2002 | Gourmet de Funk   | DE22 (7 Wo.)DE | AT44 (2 Wo.)AT | CH46 (7 Wo.)CH | Erstveröffentlichung: Juni 2002      |
| 2004 | All Nite Madness  | DE69 (3 Wo.)DE | — | CH48 (3 Wo.)CH | Erstveröffentlichung: April 2004     |
| 2018 | Where Is the Love | DE69 (1 Wo.)DE | — | — | Erstveröffentlichung: 13. April 2018 |

### EPs
- 1995: EP (mit Davey Dee)

### Singles
| Jahr | Titel Album                           | Höchstplatzierung, Gesamtwochen, AuszeichnungChartplatzierungen (Jahr, Titel, Album, Platzierungen, Wochen, Auszeichnungen, Anmerkungen) | Höchstplatzierung, Gesamtwochen, AuszeichnungChartplatzierungen (Jahr, Titel, Album, Platzierungen, Wochen, Auszeichnungen, Anmerkungen) | Höchstplatzierung, Gesamtwochen, AuszeichnungChartplatzierungen (Jahr, Titel, Album, Platzierungen, Wochen, Auszeichnungen, Anmerkungen) | Höchstplatzierung, Gesamtwochen, AuszeichnungChartplatzierungen (Jahr, Titel, Album, Platzierungen, Wochen, Auszeichnungen, Anmerkungen) | Anmerkungen                                                   |
| Jahr | Titel Album                           | DE | AT | CH | UK | Anmerkungen                                                   |
| ---- | ------------------------------------- | --- | --- | --- | --- | ------------------------------------------------------------- |
| 1998 | Horny ’98 –                           | DE28 (15 Wo.)DE | AT17 (12 Wo.)AT | CH11 (18 Wo.)CH | UK2 Platin · (21 Wo.)UK | Erstveröffentlichung: 11. Mai 1998 vs. Hot ’n’ Juicy          |
| 2000 | Sex Bomb Reload • Gourmet de Funk     | DE3 Gold · (17 Wo.)DE | AT3 Gold · (14 Wo.)AT | CH1 Gold · (32 Wo.)CH | UK3 Silber · (10 Wo.)UK | Erstveröffentlichung: 10. Januar 2000 Tom Jones mit Mousse T. |
| 2002 | Fire Gourmet de Funk                  | DE73 (3 Wo.)DE | — | CH36 (13 Wo.)CH | UK58 (2 Wo.)UK | Erstveröffentlichung: Mai 2002 feat. Emma Lanford             |
| 2002 | Let’s Go to Bed Now … Us!             | DE12 (9 Wo.)DE | AT46 (8 Wo.)AT | — | — | Erstveröffentlichung: 4. November 2002 No Angels mit Mousse T |
| 2004 | Is It ’Cos I’m Cool? All Nite Madness | DE33 (9 Wo.)DE | AT12 (18 Wo.)AT | CH27 (14 Wo.)CH | UK9 (14 Wo.)UK | Erstveröffentlichung: 16. Februar 2004 feat. Emma Lanford     |
| 2004 | Pop Muzak All Nite Madness            | DE19 (15 Wo.)DE | AT14 (21 Wo.)AT | CH73 (12 Wo.)CH | — | Erstveröffentlichung: 15. August 2004 mit Roachford           |
| 2005 | Right About Now All Nite Madness      | DE47 (9 Wo.)DE | AT49 (4 Wo.)AT | CH94 (2 Wo.)CH | UK28 (5 Wo.)UK | Erstveröffentlichung: 28. Januar 2005 mit Emma Lanford        |
| 2006 | Horny as a Dandy –                    | DE40 (9 Wo.)DE | AT13 (11 Wo.)AT | CH30 (11 Wo.)CH | UK17 (6 Wo.)UK | Erstveröffentlichung: 17. März 2006 vs. The Dandy Warhols     |
| 2009 | All Nite Long (D.I.S.C.O.) –          | DE71 (1 Wo.)DE | — | — | — | Erstveröffentlichung: 4. September 2009 mit Suzie Furlonger   |

Weitere Singles
- 1994: Mine (mit Davey Dee)
- 1996: Everybody
- 1996: Come and Get It
- 1997: Horny
- 1998: Untitled
- 1999: To Be Number 1 (Scorpions vs. Mousse T)
- 1999: Ooh Song / More I Get
- 2001: Come On Everybody (Norbi pres. Mousse T. feat. Nathalie Dorra)
- 2003: Brother on the Run / Toscana (LocoDice Remix)
- 2004: Il grande baboomba (mit Zucchero)
- 2010: Summer Days (mit Dino Lenny)
- 2010: Brother on the Run
- 2011: Horny (Radio Slave and Thomas Gandey Just 17 Mix)
- 2013: Session 1 (mit Martin Buttrich)
- 2013: Brother on the Run (2013 Remixes)
- 2013: Waterdrops (Paul C & Paolo Martini feat. Mousse T.)
- 2015: Hands In The Air (mit Brooke Fraser)
- 2018: Boyfriend

### Veröffentlichungen als Produzent (Auswahl)
- 2004: Wow, mit Emma Lanford, (Single)
- 2006: Start the Fire – Radio Mix, Tarkan (Single)
- 2007: Pornorama (Soundtrack)
- 2007: Die Zeit ist reif, mit Yvonne Catterfeld (Single)
- 2007: Re-orchestrated, mit Emma Lanford, Sharon Phillips, Roachford, Calvin Lynch, Scott Lawton, Deutsches Filmorchester Babelsberg (Album) (iTunes)
- 2008: Frauen sind die neuen Männer, mit Die Prinzen (Single)
- 2008: Die neuen Männer, mit Die Prinzen (Album)
- 2009: Be cool speak Deutsch, mit Die Prinzen (Single)
- 2009: Die neuen Männer Premium-Edition, mit Die Prinzen (Album)
- 2009: Everybody/ Big Brother Staffel 9 (Titelsong)
- 2012: Mann tut was Mann kann (Soundtrack)
- 2013: Heute bin ich blond (Soundtrack)
- 2015: Da muss Mann durch (Soundtrack)